# Bombyx arracanensis
Bombyx arracanensis är en fjärilsart som beskrevs av Moore och Hutt. 1864. Bombyx arracanensis ingår i släktet Bombyx och familjen silkesspinnare. Inga underarter finns listade i Catalogue of Life.